# Distrito electoral N (Nebraska)
El distrito electoral N (en inglés: Precinct N) es un distrito electoral ubicado en el condado de Seward en el estado estadounidense de Nebraska. En el Censo de 2010 tenía una población de 260 habitantes y una densidad poblacional de 2,78 personas por km².

## Geografía
El distrito electoral N se encuentra ubicado en las coordenadas 40°44′25″N 97°11′43″O / 40.74028, -97.19528. Según la Oficina del Censo de los Estados Unidos, el distrito electoral N tiene una superficie total de 93.43 km², de la cual 92.31 km² corresponden a tierra firme y (1.19%) 1.11 km² es agua.

## Demografía
Según el censo de 2010, había 260 personas residiendo en el distrito electoral N. La densidad de población era de 2,78 hab./km². De los 260 habitantes, el distrito electoral N estaba compuesto por el 100% blancos.